# Ausbesserungswerk Hamburg-Harburg

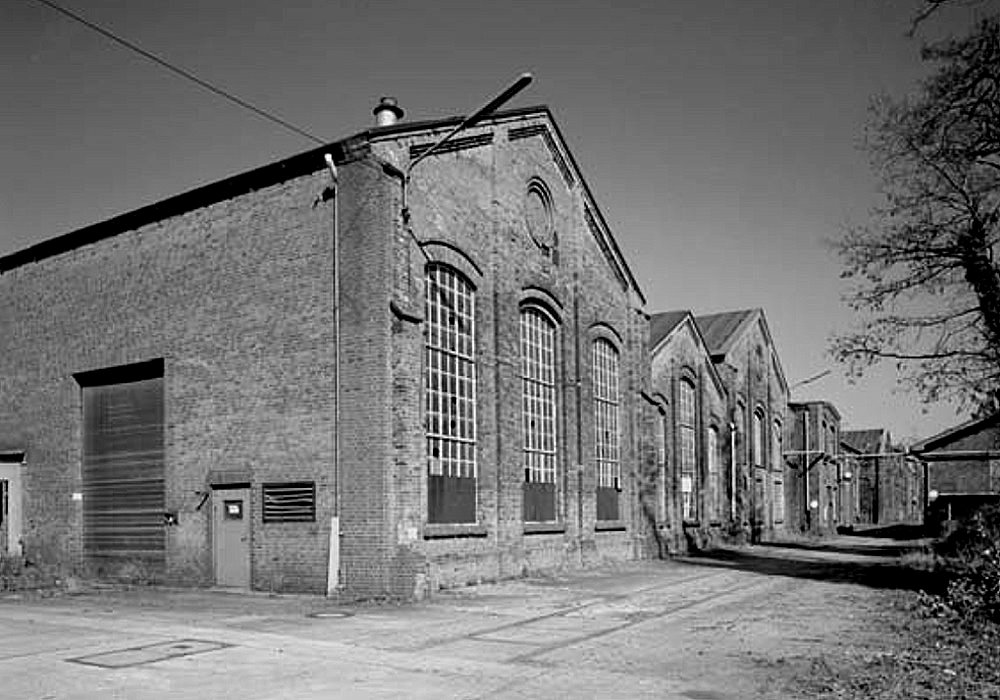
Ehemaliges Harburger Eisenbahnausbesserungswerk – um 1990

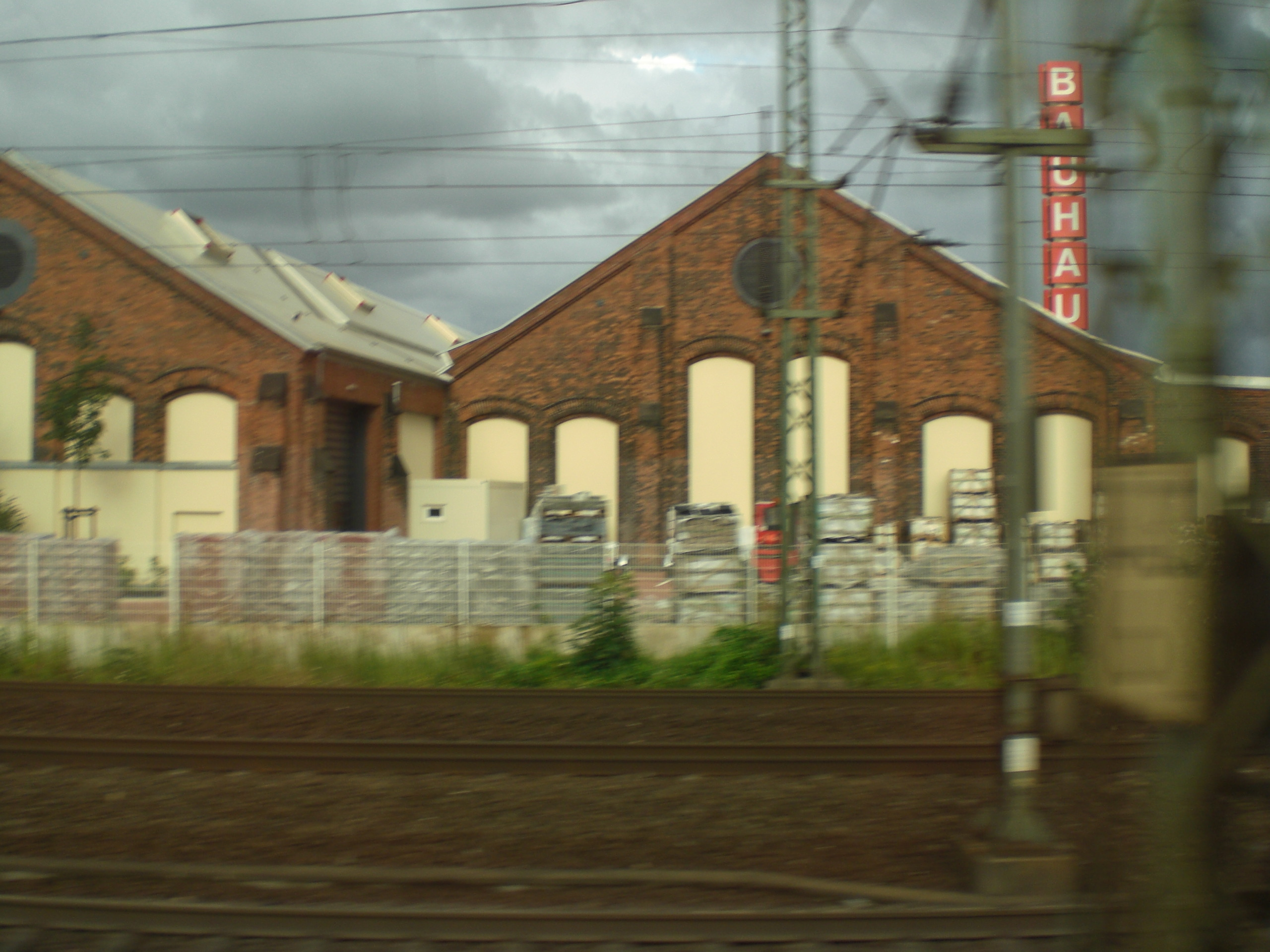
Ehemaliges Ausbesserungswerk (2008)

Das Ausbesserungswerk Hamburg-Harburg war ein Ausbesserungswerk für Güterwagen. Es steht in der Harburger Schlachthofstraße 1–3, nördlich des Bahnhofs Hamburg-Harburg.
Das erste Ausbesserungswerk in Harburg wurde 1872 als Werkstatt der Köln-Mindener Eisenbahn-Gesellschaft eröffnet. Im Juni 1885 wurde eine Werkstatt am endgültigen Standort des Ausbesserungswerks eröffnet. Es ging bei der Verstaatlichung dieser Gesellschaft auf die Preußischen Staatseisenbahnen über, 1920 auf die Deutsche Reichsbahn, 1950 auf die Deutsche Bundesbahn und wurde zuletzt durch die Deutsche Bahn betrieben.
In Spitzenzeiten wurden bis zu 1400 Mitarbeiter beschäftigt. Ab 1980 begannen sich jedoch Veränderungen abzuzeichnen. Neue Güterwagen mit verschleißarmen Konstruktionselementen senkten den Unterhaltsaufwand erheblich. Es wurde 1995 geschlossen.
Der Gebäudekomplex besteht in erster Linie aus Werkstatthallen in Mauerwerks-Massivbau mit eiserner Dachkonstruktion, das Innere der Hallen wird durch Fenster in den Wänden und Oberlichter im Dach belichtet. Er steht unter Denkmalschutz (ID 28040 der Hamburger Denkmalliste) und ist saniert worden. Die Gleisanlagen einschließlich der Schiebebühne wurden entfernt. Im September 2007 wurde in den Hallen eine Filiale der Baumarktkette Bauhaus eröffnet.